# Isopterygium sprucei
Isopterygium sprucei là một loài Rêu trong họ Hypnaceae. Loài này được (Mitt.) W.R. Buck mô tả khoa học đầu tiên năm 1989.